# U, Me Aur Hum

U, Me Aur Hum (français: Vous moi et nous) est un film indien réalisé par Ajay Devgan sorti en Inde le 11 avril 2008. Les rôles principaux y sont tenus par Ajay Devgan et Kajol, deux grands acteurs reconnu à Bollywood. Ce film est de genre drame/romance.

## Synopsis
La première fois qu'Ajay (Ajay Devgan) a vu Piya (Kajol), elle lui avait servi des boissons. Elle l'avait plus affecté que l'alcool, c'était l'amour à première vue. La première fois que Piya a vu Ajay, il avait beaucoup plus. Elle l'a regardé se rendre ridicule et a été soulagée quand il est parti.   
Ajay est en croisière avec ses amis Nikhil (Sumeet Raghavan) et Reena (Divya Dutta), —  qui étaient malheureusement mariés —, et Vicky (Karan Khanna) et Natasha (Isha Sharvani), — qui, eux, heureusement, étaient célibataires. Ajay passe du bon temps entre gueules de bois et gueules de bois, dès qu'il a vu Piya, le temps s'est arrêté. Après une première rencontre désastreuse, Ajay essaye tout pour la courtiser. Il la veut, et va découvrir ses goûts par son journal intime. Elle n'est pas une proie facile, mais finalement, par la persévérance, il va obtenir une place dans son cœur. Ajay et Piya développent un lien fort et spécial. Les mariages heureux commencent quand nous épousons ceux que nous aimons et ils fleurissent quand nous aimons ceux avec qui nous nous sommes marier. Ajay-Piya s'aiment tendrement, mais aucun mariage ne peut être complet sans problèmes et Ajay et Piya doivent aussi faire face aux obstacles. Piya est diagnostiqué atteinte de l'Alzheimer. Comment le couple fera-il face à la crise ?

## Fiche technique
- Titre original : U, Me Aur Hum
- Réalisation : Ajay Devgan
- Dialogues : Ashwani Dheer
- Pays :  Inde
- Sortie : 11 avril 2008
- Musique : Vishal Bhardwaj
- Paroles : Munna Dhiman
- Producteur : Devgan Films
- Distributeur : Eros Entertainment
- Langue : hindi

## Distribution
- Ajay Devgan : Ajay
- Kajol : Piya
- Karan Khanna : Vicky
- Isha Sharvani : Natasha
- Sumeet Raghavan : Nikhil
- Divya Dutta : Reena

## Chansons
- Jee Le - Adnan Sami & Shreya Ghoshal
- Dil Dhakda Hai
- Saiyaan
- U, Me Aur Hum partie 1
- U, Me Aur Hum partie 2
- Phatte